# Saint-Georges-Majeur au crépuscule
Saint-Georges-Majeur au crépuscule est un tableau peint par Claude Monet entre 1908 et 1912. Il est conservé au National Museum Wales à Cardiff, à qui il a été légué en 1952 par la collectionneuse galloise Gwendoline Davies.
Cette peinture est faite pendant la visite de Claude Monet à Venise en automne 1908, représente l'île de San Giorgio Maggiore et son monastère noyés dans la brume.

## Contexte
Alice et Monet font un court séjour à Venise du 1er octobre au 7 décembre 1908, à l'invitation d'une  quelques repérages, puis réalise des esquisses en journée pour enfin s'inspirer des couleurs du soleil couchant. Comme la plupart des trente-sept tableaux qui font référence à ce séjour, il le termine en atelier et ne l'expose qu'en 1912, après le décès d'Alice. La disparition de son épouse, ainsi qu'une santé altérée, conduiront le peintre à renoncer à des déplacements à l'étranger.

## Composition
Pour donner une impression de profondeur, le peintre décale le sujet à gauche de sa composition. La représentation, seulement suggérée dans le lointain, de la Giudecca accentue cette impression.

## Parcours de l'œuvre
Elle est présentée à l'exposition organisée en 1912 par la galerie Bernheim-Jeune, et consacrée aux vues de Venise réalisées par la peintre. Le succès est considérable et le tableau, placé en fin de catalogue comme pour marquer la fin d'un parcours, est vendu durant la même année aux sœurs Margarethe et Gwendoline Davies. Il est légué par Gwendoline Davies en 1952 au National Museum of Wales et affecté au Musée national de Cardiff,.